# NGC 7003
NGC 7003 est une galaxie spirale située dans la constellation du Dauphin. Sa vitesse par rapport au fond diffus cosmologique est de 4 995 ± 22 km/s, ce qui correspond à une distance de Hubble de 73,7 ± 5,2 Mpc (∼240 millions d'al). NGC 7003 a été découverte par l'astronome prussien Heinrich d'Arrest en 1864.
La classe de luminosité de NGC 7003 est II-III et elle présente une large raie HI. Selon la base de données Simbad, NGC 7003 est une candidate de galaxie à noyau actif.
À ce jour, neuf mesures non basées sur le décalage vers le rouge (redshift) donnent une distance de 66,833 ± 4,204 Mpc (∼218 millions d'al), ce qui est à l'intérieur des valeurs de la distance de Hubble.

## Supernova
La supernova SN 2011dk a été découverte dans NGC 7003 le 12 juin 2011 par Fabrizio Ciabattari, S. Donati, M. Giovannini, E. Mazzoni, G. Petroni et M. Rossi, dans le cadre du programme ISSP (Italian Supernovae Search Project),. D'une magnitude apparente de 16,5 au moment de sa découverte, elle était de type II.